# Отрадне (станція метро)
55°51′47″ пн. ш. 37°36′17″ сх. д. / 55.8630555656° пн. ш. 37.6047222322° сх. д.
«Отрадне» (рос. Отрадное) — станція Серпуховсько-Тимірязєвської лінії Московського метрополітену. Розташована між станціями «Бібірево» і «Владикіно». Знаходиться на території району «Отрадне» Північно-Східного адміністративного округу міста Москви.

## Історія
Станція відкрита 1 березня 1991 у складі черги «Савеловська» — «Отрадне». Котлован споруджуваної станції частково розташовувався на місці смуги відведення закритої в 1987 році Бескудніковської залізничної гілки.

## Технічна характеристика
Конструкція станції — односклепінна мілкого закладення (глибина закладення — 9 м). Побудована з монолітного залізобетону з опорою склепіння на «стіни в ґрунті».

## Вестибюлі
Наземних вестибюлів немає, вхід в підземні вестибюлі «Отрадного» здійснюється через підземні переходи — через північний вестибюль по сходах до Північного бульвару, вулиць Пестеля, Бестужева та Декабристів. Через південний вестибюль по сходах на вулиці Хачатуряна, Отрадну і Санникова.

## Оздоблення
Колійні стіни оздоблені чорним мармуром. Склепіння розділено перегородками, на яких виконані панно на тему повстання декабристів 1825: портрети учасників повстання на Сенатській площі, їх дружин, російських діячів культури, науки і мистецтва XIX століття. Підлога викладена темним гранітом.

## Колійний розвиток

Колійний розвиток станції «Отрадне»

Станція з колійним розвитком — 6 стрілочних переводів, перехресний з'їзд і 2 станційні колії для обороту та відстою рухомого складу.

## Пересадки
- Автобуси: с6, 23, 71, 98, 124, 238, 238к, 380, 571, 605, 628, 637, 803, 880, н9